# Aroa González
Aroa González de la Concepción ( Hospitalet de Llobregat, Barcelonés, 19 de abril de 1979 ) es una exjugadora de rugby española. 
Formada en el Rugby Club l'Hospitalet, jugó en la posición de talonadora. Con el equipo hospitalense ganó tres Campeonatos de España (1997, 1998, 2002). Posteriormente, fichó por el INEF Barcelona, consiguiendo otros seis campeonatos entre 2005 y 2016. Internacional con la selección española en 74 ocasiones, llegó a ser su capitana y es la jugadora de rugby con más partidos disputados. Con la selección nacional ganó cuatro Campeonatos de Europa (2003, 2010, 2013, 2016), así como participó en cuatro Campeonatos del Mundo de rugby (2002, 2006, 2014, 2017) y en diferentes ediciones del Torneo de las Seis Naciones . Después de su retirada de la competición en 2017, se encargó de la formación técnica de la selección catalana de rugby y de la sección de rugby femenina del FC Barcelona, consiguiendo tres ascensos de forma consecutiva y debutando en la Liga Iberdrola la temporada 2023-24. A nivel estatal, es entrenadora de la selección española de rugby sub-23.
Entre otros reconocimientos, fue premiada por su trayectoria profesional en la Noche del Rugby Català.

## Palmarés
Clubes
- 9 Campeonatos de España de rugby femenino
  - 1996-97, 1997-98, 2001-02, 2008-09, 2009-10, 2010-11, 2011-12, 2012-13, 2015-16
- 10 Campeonatos de Cataluña de rugby femenino
  - 1998-99, 1999-00, 2000-01, 2001-02, 2008-09, 2009-10, 2010-11, 2011-12, 2014-15, 2015-16

Selección Española
- 4 medallas de oro en Campeonatos de Europa de rugby femenino: 2003, 2010, 2013, 2016
- 2 medallas de plata en Campeonatos de Europa de rugby femenino: 2001, 2011
- 3 medallas de bronce en los Campeonatos de Europa de rugby femenino: 1997, 2007, 2009